# 藏布三芒草
藏布三芒草（学名：Aristida tsangpoensis）为禾本科三芒草属的植物，为中国的特有植物。分布在中国大陆的西藏等地，生长于海拔3,000米至3,900米的地区，多生长于干山坡、江河边砂地及灌丛林下，目前尚未由人工引种栽培。